# Anton I. Druget
Antonín I. Druget(h) (slovensky Anton Drugeth, maďarsky I. Drugeth Antal) byl uherský šlechtic z humenské větve rodu Drugetů.

## Život
Počítal, že po smrti svého bratra Štěpána IV. dostane značnou část jeho majetku, a proto se více přikláněl na stranu Ferdinanda, na níž byl i Štěpán IV. 
Antonínovi I. se nakonec splnila touha získat větší část bratrova majetku. Měl za manželku bohatou vdovu po Kašparu Drágffym, Annu Báthoryovou. Dal hrad Brekov spolu s kurií v Humenném i s majetky v Zemplínské a Užské župě, kromě částky, která patřila jeho dceři Barboře, jako úpis za 5000 zlatých.